# Assassin's Creed: Brotherhood

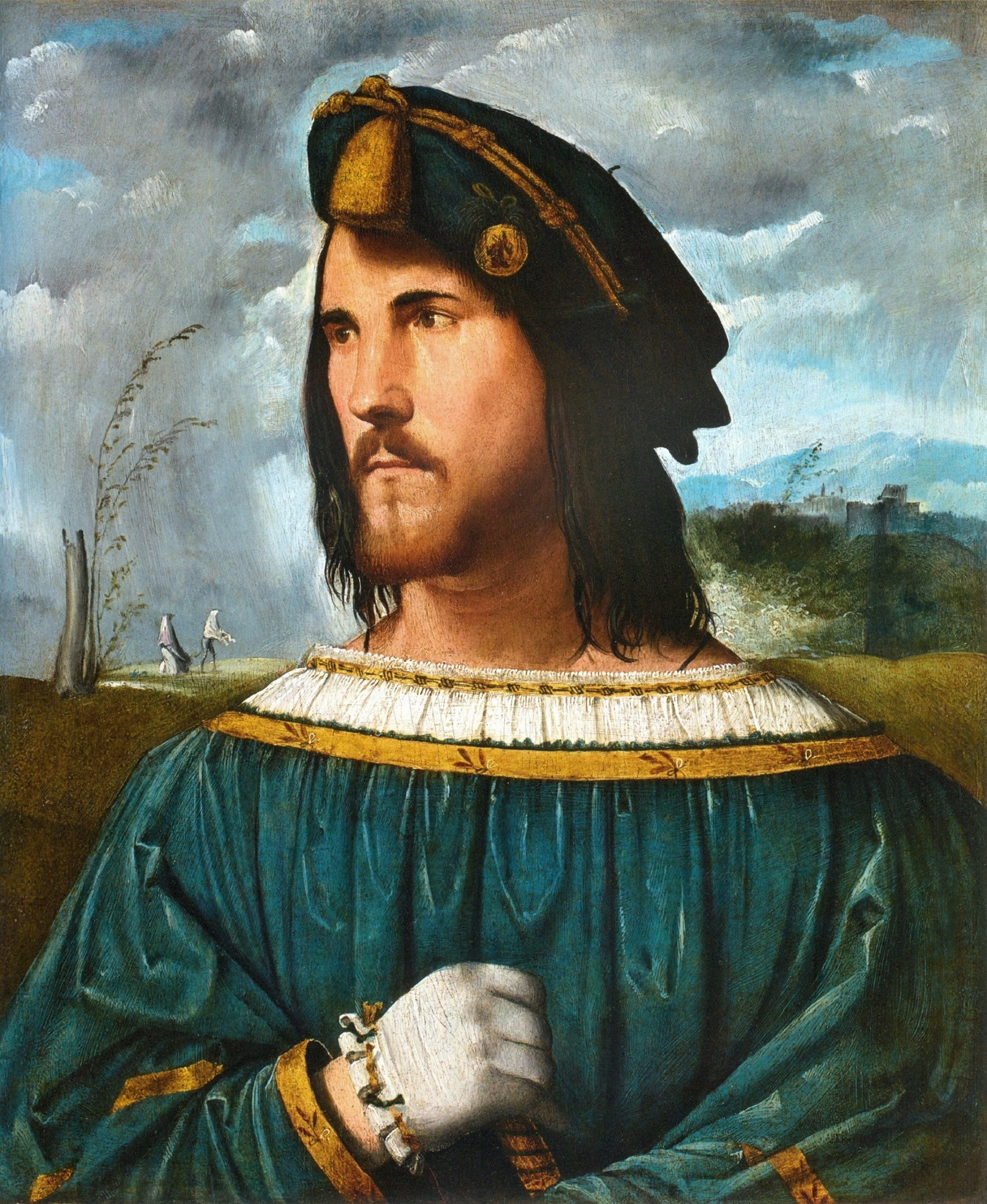
Cesare Borgia är spelets nya ärkefiende.

Assassins Creed: Brotherhood är den tredje utgåvan i spelserien Assassin's Creed. Spelet hade releasedatum 19 november 2010 i Europa för Xbox 360 och PS3. PC-versionen blev försenad och släpptes första kvartalet 2011. Spelet är utvecklat av Ubisoft Montreal och utgivet av Ubisoft.

## Handling
Spelets väsentliga berättelse utspelar sig år 2012. Spelets huvudperson är Desmond Miles och han reser tillsammans med andra samtida lönnmördare till Monteriggioni i Italien, där de etablerar ett nytt gömställe för att komma undan tempelherreorden. Genom att använda Animus 2,0 tar Desmond ännu en gång kontroll över sin anfader, Ezio Auditore da Firenze, som man spelade som i Assassin's Creed II.
Ezios berättelse utspelar sig i staden Rom år 1500. Efter att först ha flytt från Rom år 1499 anländer han till Monteriggioni tillsammans med sin farbror Mario. Lite senare blir staden belägrad av Cesare Borgia och hans armé, och Ezios farbror blir dödad av Cesare, som då blir Ezios nya ärkefiende. Ezio flyr med sin familj och återvänder till Rom år 1503. Väl där upptäcker han att stadens lönnmördare misslyckas med sin kamp mot stadens tempelherreorden. Han tar titeln som ledare och mentor för Assasinerna av deras nuvarande överhuvud, Niccolò Machiavelli. Tillsammans med dem försöker Ezio bekämpa stadens tempelriddare och samtidigt sätta stopp för familjen Borgias inflytande över stadens invånare.

## Gameplay
Assassin's Creed: Brotherhood ska inte ses som Assassin's Creed III, då tillverkarna har sagt att det mer är som Assassin's Creed 2,5, ungefär som Assassin's Creed: Bloodlines var för Assassin's Creed. 
Nya funktioner i spelet är bland annat att man kan rida en häst innanför stadens murar och att huvudpersonen Ezio Auditore da Firenze har flera nya apparater och maskiner till sitt förfogande, till exempel kanon, armborst och fallskärm. Nya rörelser, nya förmågor och nya kamptaktiker för att snabbt ta hand om flera motståndare finns även. Han kan nu också kasta yxor och spjut mot sina motståndare. Spelaren möter också nya sorters fiender, exempelvis ryttare och musketerare. Ezio intar och förstör olika "Borgiatorn" för att befria de närbelägna invånarna från familjens inflytande. Spelaren kan utforska staden Rom, samt besöka Neapel, Spanien och Monteriggioni. Det finns också vissa delar av spelet där Ezio får tillbakablickar om sin unga period i Florens och spelar som honom där.
Ezio har nu möjligheten att rekrytera medborgare i staden till att bli lönnmördare i hans brödraskap (därav namnet "Brotherhood"). Ezio kan kalla på sina rekryter för att antingen slåss vid hans sida, skjuta en pilskur mot fiender eller utföra lönnmord. Detta ger erfarenhet för varje rekryt och ju mer erfarenhet de får desto skickligare blir de. Spelaren kan också anpassa deras utseende, förmågor och vapen. Ezio kan även skicka rekryterna på uppdrag runt om i Europa för att ge dem ytterligare erfarenhet och skaffa sig vinstpengar.
Spelaren kan nu bygga om Roms affärslokaler som har gått i konkurs på grund av tempelherreordens korrupta styre över Kyrkostaten, vilka fokuserar all sin rikedom på Vatikanen.
Spelet har även ett nytt multiplayer-läge där spelaren kan spela online mot andra spelare. Det finns flera olika spellägen bland annat "Wanted" som går ut på att döda en viss spelare som just då är ditt kontrakt. Det finns även "team-deathmatch"-liknande spellägen.

## Spelvärld
Spelet utspelar sig huvudsakligen i staden Rom. Staden är indelad i fyra distrikt: "Centrumdistriktet", "Antika distriktet", "Landsbygden" och "Vatikandistriktet". Med undantag för Vatikandistriktet var dessa också uppdelade i 12 områden, som var och en styrs av ett Borgiatorn. Centrumdistriktet är den centrala och främsta delen av staden Rom. Utanför staden ligger landsbygden, där det finns många bondgårdar, åkermarker och små bostäder. Det Antika distriktet ligger i den södra delen av staden, där det finns många gamla ruiner och välbevarade byggnader från Romartiden. Vatikandistriktet är en isolerad del av Rom, där endast präster och adelsmän får inträda via den välbevakade bron Ponte Sant'Angelo.
Staden har en stor mängd av landsmärken, bland annat följande:
- Colosseum
- Peterskyrkan
- Castel Sant'Angelo
- Roms sju kullar
- Circus Maximus
- Pantheon
- Forum Romanum
- Basilica Aemilia
- Basilica Iulia
- Konstantinbågen
- Septimius Severusbågen
- Titusbågen
- Trajanuskolonnen
- Maxentiusbasilikan
- Santi Apostoli
- San Giovanni dei Fiorentini
- Antoninus Pius och Faustinas tempel
- Saturnustemplet
- Sixtinska kapellet
- Aurelianusmuren
- Cloaca Maxima
- Roms katakomber
- Augustus mausoleum
- Cestiuspyramiden
- Piazza del Popolo
- Piazza Navona
- Piazza di Spagna
- Caracallas termer
- Diocletianus termer
- Trajanus termer
- Tiberön

## Rollista
- Roger Craig Smith - Ezio Auditore Da Firenze
- Nolan North - Desmond Miles
- Kristen Bell - Lucy Stillman
- Danny Wallace -Shaun Hastings
- Eliza Schneider - Rebecca Crane
- Andreas Apergis - Cesare Borgia
- Manuel Tadros - Rodrigo Borgia
- Shawn Baichoo - Niccolò Machiavelli
- Carlos Ferro - Leonardo da Vinci
- Fred Tatasciore - Mario Auditore
- Liane Balaban - Lucrezia Borgia
- Alex Ivanovici - Bartolomeo d'Alviano
- Vito DeFilippo - La Volpe
- Cristina Rosato - Caterina Sforza
- Harry Standjofski - Juan Borgia den äldre
- Angela Galuppo - Claudia Auditore da Firenze
- Elias Toufexis - Federico Auditore da Firenze
- Jenifer Seguin - Animus
- Amber Goldfarb - Cristina Vespucci
- Arthur Holden - Octavien de Valois/Ercole Massimo
- Nadia Verrucci - Juno
- Phil Proctor - Warren Vidic